# Massa de água
Em oceanografia, massa de água é uma grande quantidade de água do mar com uma origem determinada e que se mantém estável durante longos períodos de tempo (décadas ou séculos) com características de temperatura e salinidade quase constantes. Essas duas variáveis servem de traçadores principais para definir as massas de água e os seus movimentos verticais e horizontais. A ferramenta mais comumente usada para identificar massas de água é o diagrama T-S, que relaciona temperatura (T), salinidade (S) e densidade da água.
O conceito de massa de água usado em oceanografia é análogo ao conceito de massa de ar proveniente da meteorologia, que subdivide a atmosfera em massas de ar com características físicas distintas. Noutras acepções, mas comparáveis à definição acima, utilizam-se os termos “massas de água subterrâneas” ou “massas de água continentais” com referência a um lago ou à água de uma bacia hidrográfica. Com um sentido um tanto diferente, fala-se da massa de água perdida por evaporação, no sentido da quantidade de água perdida por uma planta.

## Formação de massa de água
As massas de água possuem propriedades distintas e identificáveis. Elas não se misturam facilmente quando se encontram por causa de suas diferentes densidades. Em invés disso, elas normalmente fluem por cima ou por baixo uma da outra.
As massas de água adquirem as suas características na superfície, em dada região do oceano global. Essas características são determinadas pelo clima local. Quando a massa de água mergulha em direcção ao fundo, ela transporta as características adquiridas em contacto com a atmosfera. Assim, temperatura, salinidade, oxigénio e outras características da massa de água ocorrem em certas combinações particulares, facilitando o reconhecimento da região onde a massa de água foi originada.
As águas de fundo originam-se perto da Antárctica - por exemplo no Mar de Weddell ao sul da passagem de Drake - e fluem em direcção ao equador. As águas profundas são formadas no Atlântico Norte e fluem para o sul. A Água de Fundo Antártica, a mais distinta de todas as massas de água profundas, é caracterizada por uma salinidade de 34,65‰, uma temperatura de -0.5 °C e uma densidade de 1,0279 g/cm3.[carece de fontes?] Essa massa de água é conhecida por sua densidade extremamente alta (a mais densa do oceano global), pela grande quantidade de água produzida perto da costa da Antárctica e por sua habilidade de migrar para o norte ao longo do leito marinho. As águas intermediárias formam-se em ambos hemisférios. As águas centrais são encontradas acima das intermediárias, formando-se pela termoclina.
Regiões de subsidência e regiões de convergência são locais típicos onde se dá o processo pelo qual as massas de água mergulham em direcção a profundidades maiores, seguindo as mesmas isopicnais da região da sua formação.

## Classificação das massas de água
A nomenclatura das massas de água está relacionada com a posição relativa na coluna de água do oceano. Em latitudes temperadas e tropicais, existem cinco massas de água mais comuns:
- Água de superfície: estende-se da superfície até uma profundidade de cerca de 200 m
- Água central: estende-se do topo até a base da termoclina principal (que varia com a latitude)
- Água intermediária: estende-se da base da termoclina até aproximadamente 1500 m de profundidade
- Água profunda: localiza-se abaixo da água intermediária e estende-se até uma profundidade de aproximadamente 4000 m, mas sem contacto com o fundo
- Água de fundo: localiza-se abaixo da água profunda e estende-se até o leito do oceano

## Massas de água oceânicas
As massas de água oceânicas formam-se à superfície do mar devido às forças atmosféricas – aquecimento/arrefecimento, diferenças de temperatura em cada região e arrasto pelos ventos. Como a densidade da água aumenta com a salinidade e diminui com a temperatura, uma massa de água salina que se aproxima duma região fria tem a tendência de afundar. Então formam-se diferentes tipos de massas de água:
- Massas de água superficiais
- Massas de água intermediárias
- Massas de água profundas

As correntes superficiais movem-se no ambiente relativamente quente das águas de superfície e central. A fronteira entre a água central e a água intermediária é abrupta e mais pronunciada. As águas intermediárias geralmente são encontradas entre 500 e 1500 metros de profundidade.[carece de fontes?] Elas separam as águas profundas e as águas centrais. Existem dois tipos de massas de água intermediárias:
- Águas de baixa salinidade: formam-se em latitudes subpolares. Exemplos desse tipo de massa de água incluem a Água Intermediária Antárctica (AIA), a Água do Mar do Labrador (AML) e a Água Intermediária do Pacifico Norte (AIPN).
- Águas de alta salinidade: formam-se a partir da descarga de água muito salgada (proveniente de mares semi-fechados e com alta taxa de evaporação) em bacias oceânicas. A formação dessas massas de água envolve processos de circulação antiestuarina, como o transbordamento de água do Mar Mediterrâneo no Oceano Atlântico e o transbordamento de água do Mar Vermelho no Oceano Índico.

As águas centrais são representadas por longos ramos quase lineares provenientes das águas intermediárias. Essas massas de água tendem a ser formar em locais restritos e herdam propriedades especificas desse local. Tais propriedades podem ser usadas para avaliar a sua consistência na circulação oceânica. As águas centrais podem ser identificadas pela estratificação da picnoclina. Elas são mantidas tanto por subdução como processos de mistura vertical. As assinaturas de temperatura e salinidade das águas centrais são definidas amplamente e não faz sentido descrever tais propriedades em termos específicos. É mais eficaz descrevê-las em termos de constituintes químicos. As águas centrais são componentes importantes do sistema biogeoquímico marinho, pois desempenham papel na exportação de nutrientes provenientes de latitudes mais altas para as latitudes mais baixas e essas massas de água também armazenam concentrações significativas de carbono de origem antrópica.
A produção de massas de água profundas ocorre em altas latitudes através do processo de subsidência, tanto no hemisfério norte quanto no hemisfério sul. Existem três grandes massas de água profundas: Água Antárctica de Fundo (AAF), Água Profunda do Atlântico Norte (APAN) e Água Profunda Circumpolar (APC).

## Exemplos de massas de água
- Água Tropical (AT)
- Água Central do Atlântico Sul (ACAS)
- Água Intermediária Antártica (AIA)
- Água Profunda do Atlântico Norte (APAN)
- Água Antártica de Fundo (AAF)

## Circulação oceânica global
A circulação horizontal das massas de água superficiais é controlada pelos ventos, enquanto a circulação vertical é controlada por diferenças de densidade entre as massas de água. Esta última é conhecida como circulação termohalina. As fronteiras entre as diferentes massas de água coincidem com o sistema de correntes oceânicas de larga escala. As massas de água movem-se muito lentamente em relação às massas de ar. Consequentemente, as fronteiras entre diferentes massas de água não variam muito, mesmo em escalas temporais de décadas ou séculos.